# كرايغ ليدل
كرايغ ليدل (بالإنجليزية: Craig Liddle)‏ هو لاعب كرة قدم ومدرب كرة قدم بريطاني في مركز الدفاع، ولد في 21 أكتوبر 1971 في تشترلي ستريت ‏ في المملكة المتحدة. لعب مع أستون فيلا ونادي دارلنجتون ونادي ميدلزبره.

## وصلات خارجية
- كرايغ ليدل على موقع قاعدة بيانات كرة القدم.إي يو (الإنجليزية)
- كرايغ ليدل على موقع Soccerbase.com (لاعب) (الإنجليزية)
- كرايغ ليدل على موقع Soccerbase.com (مدرب) (الإنجليزية)
- كرايغ ليدل على موقع عالم كرة القدم.نت (الإنجليزية)